# Ko jagenjčki obmolknejo
Ko jagenjčki obmolknejo (angleško The Silence of the Lambs) je ameriška psihološka grozljivka iz leta 1991, ki jo je režiral Jonathan Demme po scenariju Teda Tallyja. Temelji na istoimenskem romanu Thomasa Harrisa iz leta 1988. V glavnih vlogah nastopajo Jodie Foster, Anthony Hopkins, Scott Glenn, Ted Levine in Anthony Heald. Zgodba spremlja mlado preiskovalko FBI Clarice Starling, ki prosi genialnega psihiatra in kanibalističnega serijskega morilca dr. Hannibala Lecterja za nasvet glede drugega serijskega morilca znanega kot »Buffalo Bill«, ki svoje žrtve odere. To je bil Harrisov prvi roman v katerem nastopa Starlingova ter drugi z Lecterjem. O slednjem je Michael Mann že posnel film Lovec na ljudi (1986).
Film je bil premierno prikazan 30. januarja 1991 v New Yorku in 14. februarja istega leta po ameriških kinematografih ter postal uspešnica. Prinesel je dohodek 272,7 milijona po svetu ob 19 milijonskem proračunu in postal peti najdonosnejši film leta 1991. Prikazan je bil na Berlinskem filmskem festivalu, kjer je bil nominiral za Zlatega medveda, prejel pa Srebrnega za režijo (Demme). Postal je šele tretji film v zgodovini, ki je prejel oskarja v petih najpomembnejših kategorijah, za najboljši film, najboljši moško (Hopkins) in žensko (Foster) glavno vlogo ter najboljši režijo in scenarij (Tally), kar je uspelo le še filmoma Zgodilo se je neke noči  leta 1934 in Let nad kukavičjim gnezdom leta 1975. Hkrati je prvi in za zdaj edini film z oskarjem za najboljši film, ki splošno velja za grozljivko, le še pet jih je bilo nominiranih za to nagrado.
Filmski kritiki, režiserji in ostali ga pogosto označujejo za enega najvplivnejših filmov vseh časov. Revija Empire ga je leta 2018 uvrstila na 48. mesto petstotih najboljših filmov vseh časov, Ameriški filmski inštitut na peto mesto najboljših ameriških trilerjev vseh časov, lika Starlingve in Hannibala Lecterja pa na seznam najboljših ameriških filmskih herojev in zlikovcev vseh časov. Leta 2001 ga je ameriška Kongresna knjižnica izbrala za ohranitev v okviru Narodnega filmskega registra zavoljo njegove »kulturne, zgodovinske ali estetske vrednosti«. Leta 2001 je izšlo nadaljevanje Hannibal, v katerem je Hopkins ponovil vlogo. Temu sta sledila še filma Rdeči zmaj (2002) in Hannibal: Rojstvo zla (2007), ki predstavljata predzgodbo.

## Vloge
- Jodie Foster kot Clarice Starling
  - Masha Skorobogatov kot mlada Clarice
- Anthony Hopkins kot dr. Hannibal Lecter
- Scott Glenn kot Jack Crawford
- Ted Levine kot Jame »Buffalo Bill« Gumb
- Anthony Heald kot dr. Frederick Chilton
- Brooke Smith kot Catherine Martin
- Diane Baker kot senator Ruth Martin
- Kasi Lemmons kot Ardelia Mapp
- Frankie Faison kot Barney Matthews
- Tracey Walter kot Lamar
- Charles Napier kot por. Boyle
- Danny Darst kot nat. Tate
- Alex Coleman kot nat. Jim Pembry
- Dan Butler kot Roden
- Paul Lazar kot Pilcher
- Ron Vawter kot Paul Krendler
- Roger Corman kot direktor FBI Hayden Burke
- Chris Isaak kot komandant SWAT
- Harry Northup kot g. Bimmel
- Brent Hinkley kot policist Murray